# Drubskin
Drubskin, también conocido como Drub, nació el 14 de agosto de 1973 en Derby, Connecticut. Drub es un artista fetichista, conocido por sus ilustraciones homoeróticas y su trabajo erótico de cómics (historietas gays). Reside permanentemente en San Diego, California, y tiene vínculos con los Skinheads Against Racial Prejudice y la subcultura punk.

## Biografía
Drub dibuja artísticamente desde los 15 años, y sus ilustraciones incorporan diversos intereses fetichistas en el calzado, la ropa deportiva, la ropa específica de ciertas subculturas, como el látex, el sadomasoquismo y los llamados "deportes acuáticos" (sexuales). La mayoría de los hombres que representa son parte de las comunidades punk, skinhead y de la clase trabajadora, dibujadas de una manera gay. Su trabajo generalmente se realiza en un estilo, tipo historieta, con colores brillantes y un gran grosor de línea.
En 1991 se mudó de Connecticut a Kansas City, Misuri, para asistir al Kansas City Art Institute, donde finalmente obtuvo su Licenciatura de Bellas Artes en ilustración. En 1995 se le pidió que escribiera un relato de primera manom de sus hazañas sexuales en la escena punk y skinhead para un revista de internet llamada Nightcharm, como una forma de promover su arte. 
Su seudónimo Drub deriva de su estilo de escritura, jugando con el verbo "vencer" o "golpear".
Su sitio web y su columna atrajeron la atención de la comunidad masculina gay en general, y para el año 2000 su trabajo comenzó a aparecer en revistas gays de todo el mundo. Drub comenzó a exponer su trabajo en la década de los 2000, y en 2003 tuvo su primera exposición internacional de arte en solitario, en el Mr. B's de Ámsterdam. Drub también ha mostrado su trabajo en galerías de arte de Los Ángeles, Toronto, Berlín, Ámsterdam, y participa anualmente en el Seattle Erotic Art Festival. Ha publicado trabajos en varias publicaciones, incluidas Freshmen, Instigator y Blue Magazine. Adicionalmente vende tarjetas de felicitación, ilustradas a mano, para Mr. B de Ámsterdam y Berlín, y The Leatherman en Nueva York.

## Artículos y trabajos publicados
- Freshmen Magazine, 2002, ilustración para la historia "Química"

- Solanas Online - Número 2, 2003, Drub Coloring Book
- Instigator Magazine - 15 de febrero de 2004 - Artista destacado
- Blue Magazine, número 52 - 1 de septiembre de 2004 - Artista destacado
- Turnover, Malware, ed. Proyecto SIDA Los Ángeles: Instituto para la Salud de los Hombres Gay, 2005, ISBN 0-9759225-4-8
- BuzzcockNYC Monthly Party, 8/31/06 – New York City, poster art
- Best Gay Erotica 2007, "The Welcome Back Fuck", ed. Richard Labonte, written by Dale Lazarov, 2007, ISBN 1-57344-260-7
- Hard To Swallow Comics #3, "Dem Bones", All Thumbs Press / Marginalized Publications, 2007, ISBN 978-0-9778011-2-1
- MBest Erotic Comics 2009, "Dem Bones", ed. Greta Christina, Last Gasp, 2009, ISBN 0-86719-711-0

## Exposiciones en galerías de arte
- Drubbish Show, Fluke Gallery, Kansas City, Misuri - 31 de mayo de 2002
- Drub (x) 3 Art Exhibition - Mr. B, Ámsterdam / Berlin - 12 de abril de 2003
- Festival de Arte Erótico de Seattle - Consolidated Works, Seattle, WA - 30 de enero de 2004 al 1 de febrero de 2004
- 5 × 5 = 25 - Galería ARTopia, Albuquerque, NM - 31 de julio de 2004
- Festival de Arte Erótico de Seattle (Artista invitado) - Consolidated Works, Seattle, WA - 16 de abril de 2005
- Festival de Arte Erótico de Seattle (Artista destacado / Publicidad) - Consolidated Works, Seattle, WA - 1 de mayo de 2006
- Toonfetish - Antebellum Gallery, Los Angeles, CA - 30 de junio de 2007
- Festival de Arte Erótico de Seattle (artista invitado) - Seattle Center Exhibition Hall, Seattle, WA - 3 de enero de 2008